# Alliance nationale populaire
Pour les articles homonymes, voir Alliance nationale.
L’Alliance nationale populaire (Alianza Nacional Popular, ANAPO) est un ancien parti politique colombien fondé en 1961 par le général Gustavo Rojas Pinilla et disparu en 1998. Plusieurs de ses dirigeants et militants font à présent partie du parti de gauche « Pôle démocratique alternatif ».

## Histoire
Le parti est fondé en 1961 par le général Gustavo Rojas Pinilla et regroupe de nombreux opposants aux accords de 1958, qui officialisaient la dictature des partis libéral et conservateur. Constituée principalement par des militants venus de ces deux partis, l'ANAPO est idéologiquement assez hétérogène, avec des éléments de gaitanisme, de marxisme et de catholicisme social, voire de nationalisme conservateur. L'ANAPO trouve également des sources d'inspiration dans la révolution cubaine et le péronisme argentin.

### Participation politique
L'Alliance nationale populaire prend part aux élections générales de 1962, puis avec le Mouvement révolutionnaire libéral d'Alfonso López Michelsen, devient l'une des principales forces politiques s'opposant au Front national. 
En 1970, le général Rojas Pinilla obtient un grand nombre de voix à l'élection présidentielle et ses membres estiment avoir battu le candidat officiel, le conservateur Misael Pastrana. Le président en exercice, Carlos Lleras Restrepo, déclare le couvre-feu et Pastrana est déclaré vainqueur, ce qui provoque des accusations de fraude dans le département de Nariño et dans le sud du pays. En 1973, un groupe d'« anapistes » forme le Mouvement du 19 avril (M-19), en référence à la date de l'élection supposément truquée.
En 1974, sous la direction de la fille du général Rojas Pinilla, María Eugenia Rojas Correa, le parti obtient la troisième place à l'élection présidentielle. En 1982, il soutient la candidature de Belisario Betancur Cuartas, candidat du Parti conservateur. 
Au début des années 1990, l'ANAPO est rejoint par les membres du M-19 de retour dans le jeu politique pour former l'Alliance démocratique M-19 (AD/M-19) qui obtient la seconde place aux élections pour l'assemblée constituante de 1991 et prend donc une large part à la rédaction de la constitution.